# Edifici de la Punxa
L'Edifici de la Punxa és un monument noucentista del municipi de Tarragona protegit com a bé cultural d'interès local.

## Descripció
Destaca singularment dins la principal via de la ciutat aquest edifici aïllat de planta irregular que dona a tres importants avingudes i marca el límit de la Rambla Nova amb l'eixample de la nova Tarragona. Té semisoterrani, planta baixa i tres pisos, amb un més a la torre, coberta cònica de pissarra, de tipus gòtic. És una de les tres torres que hi ha a la Rambla.
Als murs es veuen materials prefabricats de ciment tractats com si fossin pedra. L'edifici, en conjunt, té un aire clàssic: columnes, muntants de finestres i balcons, llindes i frontons, successió d'arcades de mig punt a les finestres superiors, cornises, balustrades, etc.

## Història
No ha canviat la funció per la qual va ser construït, si bé el 1940, prèvia remodelació interior, s'instal·là en el local comercial la Comissaria de Policia.
Fou el primer edifici de la ciutat en el qual s'instal·là un ascensor.
Avui en dia és la seu de la Cambra Oficial de Comerç, Indústria i Navegació de Tarragona.